# Axel Ståhle
Axel Ståhle (n. 1 februarie 1891, Helsingborg, Suedia – d. 21 noiembrie 1987, Malmö, Suedia) a fost un călăreț ce a reprezentat Suedia, medaliat olimpic. A participat la o ediție a Jocurilor Olimpice (1924) în care a câștigat o medalie de aur.

## Participări
Lista de mai jos prezintă principalele competiții la care a participat Axel Ståhle de-a lungul carierei.
- Équitation aux Jeux olympiques d'été de 1924 – saut d’obstacles par équipe[*]